# Lac Mildred
Pour les articles homonymes, voir Mildred.
Le lac Mildred (en anglais : Mildred Lake) est un lac américain dans le comté de Mariposa, en Californie. Il est situé à 2 908 mètres d'altitude au sein de la Yosemite Wilderness, dans le parc national de Yosemite.